# تحليل الخطاب النسوي ما بعد البنيوي
تحليل الخطاب النسوي ما بعد البنيوي (بالإنجليزية: Feminist post-structuralist discourse analysis أو اختصارًا FPDA) هو أسلوب لتحليل الخطاب مبني على نظريات كريس ويدون  لما بعد البنيوية النسوية، وقد طورته جوديث باكستر كأسلوب تحليلي  في عام 2003. هذا الأسلوب يرتكز على مزيج من النسوية وما بعد البنيوية. بالرغم من أنه منهج لا يزال قيد التطوير، فقد تم استخدامه من قبل مجموعة من الباحثين الدوليين في الجنس واللغة بهدف تحليل النصوص مثل: خطاب الفصل الدراسي (Castañeda-Peña 2008 ؛  Sauntson 2012 )، محادثة الفتيات المراهقات (كامادا 2008 ؛  2010  )، والتمثيلات الإعلامية عن الجنس (بيكر 2013 ). FPDA هو نهج لتحليل التفاعل اللغوي المنطوق بشكل أساسي.
ينظر الجانب ما بعد البنيوي من FPDA إلى اللغة على أنها ممارسة اجتماعية، ويعتبر أن هويات الناس وعلاقاتهم يتم «تأديتها» من خلال التفاعل اللغوي المنطوق. يحلل FPDA الطرق التي يتم بها «تمركز» المتحدثين من خلال «خطابات» مختلفة وغالبًا ما تكون متنافسة وفقًا لتعريف ميشال فوكو (1972: 49) على أنها «ممارسات تشكل بشكل منهجي الموضوع الذي يتحدثون عنه». وفقًا لهذا، ينتقل المتحدثون باستمرار بين «مواقع الموضوع» القوية والضعيفة أثناء التحدث والتفاعل. يتأثر FPDA بمنظور ما بعد بنيوي بدلاً من منظور تحليل الخطاب النقدي (CDA): أي أن الأسلوب مبني على وجهة النظر القائلة بأنه لا يوجد متحدث يكون ضحية عاجزاً عن السلطة تماماً، ولا مهيمن وقوي بالكامل. بدلاً من ذلك، يقوم المتحدثون بتغيير مواقعهم الموضوعية باستمرار وفقًا لتفاعل الخطابات ضمن إطار معين. يعتبر الجانب النسوي من FPDA أن الاختلاف بين الجنسين هو خطاب سائد بين الخطابات المتنافسة عند تحليل جميع أنواع النصوص. وفقًا لباكستر (2003)، ليس لدى FPDA أجندة «تحررية» للنساء ولكنها بالأحرى «تحولية». هذا يعني أن الأسلوب يهدف إلى تمثيل أصوات النساء التي تم «إسكاتها» أو تهميشها حيث أنها كانت غائبة تاريخيًا في العديد من الثقافات وفقاً لإدعاء FPDA. على سبيل المثال، يستخدم كامادا (2008a ؛ 2008b و 2010) هذا الأسلوب لإظهار كيف أن مجموعة أصدقاء مكونة من فتيات نصف يابانيات، اللواتي تعتبرهن ثقافتهن "غير كاملات''، يعتمدون على خطابات متنافسة ليفاوضوا أشكالاً أكثر إيجابية لهوياتهم العرقية والجندرية الهجينة.

## خلفية
تم تطوير التعريف المذكور أعلاه لـ FPDA من أفكار الشكلي ميخائيل باختين (1981) والمفكرين ما بعد البنيويين جاك دريدا (1987) وميشيل فوكو (1972) فيما يتعلق بالسلطة والمعرفة والخطابات. كما أنه مبني على الأعمال النسوية لفيكتور بيرجفال (1998)، جوديث بتلر (1990)، برونوين ديفيز (1997)، فاليري والكردين (1990) وخاصة كريس ويدون (1997). المتبنيون لهذا الأسلوب يشملون جوديث باكستر في تحليل حديث الفصول الدراسية والتفاعلات في اجتماعات العمل؛ ولوريل كامادا (2008 ؛ 2008 ؛ 2010) في تحليل الهويات «الهجينة» للفتيات نصف اليابانيات، و Harold Castañeda-Peña (2008) في فحص تلاميذ الفصول الدراسية للغة الإنجليزية كلغة أجنبية في البرازيل؛ هيلين ساونتسون في تحليل حديث الفصول الدراسية في المدارس الثانوية في المملكة المتحدة؛ وبول بيكر (2013) في دراسة التمثيلات الصحفية للنساء الاستغلاليات. يعتمد FPDA على المبادئ التالية التي تستمر مناقشتها من قبل العلماء:
- الخطابات كممارسة اجتماعية (بدلاً من أو بالإضافة إلى، «لغة ما بعد الجملة» أو «لغة مستخدمة» (كاميرون، 2001)
- الطبيعة الأدائية (وليس الجوهرية أو التملكية) لهويات المتحدثين؛ الجندر هو شيء يسنه الناس أو يفعلونه، وليس شيئًا هم عليه (بتلر 1990)
- تنوع وتعدد هويات المتحدثين: وبالتالي فإن الجندر هو مجرد عنصر واحد من العديد من المتغيرات الثقافية التي تبني هويات المتحدثين (مثل الخلفية الإقليمية والعرق والطبقة والعمر)، على الرغم من أنه لا يزال يُنظر إليه على أنه يحتمل أن يكون شديد الأهمية.
- تفسير المعنى ضمن إطارات محلية أو خاصة بسياق معين، أو مجتمعات الممارسة مثل الفصول الدراسية واجتماعات مجالس الإدارة والبرامج الحوارية التلفزيونية.
- الاهتمام بالتفكيك: استكشاف كيف تبني علاقات القوة الثنائية (على سبيل المثال، الذكور والإناث، العام والخاص، الموضوعي والذاتي) للهويات و«مواقف الموضوع» والتفاعلات داخل الخطابات والنصوص، ثم تحدي هذه الثنائيات.
- التبادلية: التعرف على الطرق التي يُدرج فيها خطاب ما دائمًا ويتداخل مع آثار خطابات أخرى، أو كيف يتشابك نص مع نص آخر.
- الحاجة إلى الانعكاس الذاتي المستمر: الصراحة باستمرار والتساؤل عن القيم والافتراضات التي يقدمها تحليل الخطاب.

### قرائة مُعمقة
- Bakhtin, M. (1981), The Dialogic Imagination: Four Essays. Austin, Texas: The University of Texas.
- Baxter, J. (2007), ‘Post-structuralist analysis of classroom discourse’, in M. Martin-Jones and A.M. de Mejia (eds), Encyclopaedia of Language and Education: Discourse and Education, Vol 3. New York: Springer, pp. 69 – 80.
- Baxter, J. (2010) The Language of Female Leadership. Basingstoke: Palgrave Macmillan.
- Baxter, J. (2008), ‘FPDA – a new theoretical and methodological approach?’ in K. Harrington, L.
- Litosseliti, H. Sauntson, and J. Sunderland (eds.) Gender and Language Research Methodologies. Palgrave: Macmillan, pp. 243 – 55.
- Bergvall, V. L. (1998) 'Constructing and enacting gender through discourse: negotiating multiple roles as female engineering students.' In V.L. Bergvall, J.M. Bing and A.F.Fredd (eds.) Rethinking Language and Gender Research. Harlow: Penguin.
- Butler, J. (1990) Gender Trouble, Feminism and the Subversion of Identity. New York: Routledge.
- Davies, B.(1997)The subject of poststructuralism: A reply to Alison Jones. Gender and Education, 9, pp. 271–83.
- Derrida, J. (1987), A Derrida Reader: Between the Blinds. Brighton: Harvester Wheatsheaf.
- Foucault, M. (1972), The Archaeology of Knowledge and the Discourse on Language. New York: Pantheon.
- Harré, R. (1995) ‘Agentive discourse’, in R. Harré and P. Stearns (eds.), Discursive Psychology in Practice. London: Sage, pp. 120 – 29.
- Kamada, L. (2008), ‘Discursive “embodied” identities of “half” girls in Japan: a multi-perspectival approach within Feminist Poststructuralist Discourse Analysis’, in K. Harrington, L. Litosseliti, H. Sauntson, and J. Sunderland (eds.), Gender and Language Research Methodologies. Palgrave: Macmillan, pp. 174 – 90.
- Litosseliti, L. and Sunderland, J. (2002), Gender Identity and Discourse Analysis. Amsterdam: John Benjamins.
- Potter, J. and Reicher, S. (1987), ‘Discourses of community and conflict: the organisation of social categories in accounts of a ‘riot’.’ British Journal of Social Psychology, 26: 25 – 40.
- Potter, J. and Edwards, D. (1990), ‘Nigel Lawson’s tent: discourse analysis, attribution theory and social psychology of fact’. European Journal of Psychology, 20, 405 – 24.
- Potter, J. and Wetherell, M. (1987), Discourse and Social Psychology: Beyond Attitudes and Behaviour. London: Sage.
- Sunderland, J. (2004) Gendered Discourses. Basingstole: Palgrave.
- Walkerdine, V. (1990) Schoolgirl Fictions. London: Verso.
- Warhol, T. (2005), ‘Feminist Poststructuralist Discourse Analysis and biblical authority’. Paper delivered at BAAL/CUP Seminar: Theoretical and Methodological Approaches to Gender and Language Study, Nov 18-19, 2005, University of Birmingham, UK.
- Weedon, C. (1997) Feminist Practice and Post-structuralist Theory. 2nd edn. Oxford: Blackwell.
- Wetherell, M. (1998), ‘Positioning and interpretative repertoires: conversation analysis and poststructuralism in dialogue.’ Discourse and Society, 9 (3), 387-412.
- Wodak, R. (1996), Disorders of Discourse. London: Longman.